# C-szintaxis

A C programozási nyelv szintaxisa a szoftver C nyelven történő írására vonatkozó szabályok összessége. Úgy tervezték, hogy lehetővé tegye a rendkívül szűkszavú, az eredményül kapott tárgykóddal szoros kapcsolatban álló, ugyanakkor viszonylag magas szintű adatabsztrakciót biztosító programokat. A C volt az első széles körben sikeres magas szintű nyelv a hordozható operációs rendszerek fejlesztéséhez.
A C-szintaxis a maximális rágcsálás elvét használja.

## Alapok

### Fenntartott kulcsszavak
A következő kulcsszavak fenntartottak, és nem használhatók azonosítóként:
- alignas
- alignof
- auto
- bool
- break
- case
- char
- const
- constexpr
- continue
- default
- do
- double
- else
- enum
- extern
- false
- float
- for
- goto
- if
- inline
- int
- long
- nullptr
- register
- restrict
- return
- short
- signed
- sizeof
- static
- static_assert
- struct
- switch
- thread_local
- true
- typedef
- typeof
- typeof_unqual
- union
- unsigned
- void
- volatile
- while

A következő kulcsszavakat gyakran egy makró vagy a fenti listából származó megfelelő kulcsszó helyettesíti. Az alábbi kulcsszavak némelyike a C23 óta elavult.
- _Alignas
- _Alignof
- _Atomic
- _BitInt
- _Bool
- _Complex
- _Decimal32
- _Decimal64
- _Decimal128
- _Generic
- _Imaginary
- _Noreturn
- _Static_assert
- _Thread_local

Az implementációk más kulcsszavakat is lefoglalhatnak, bár általában nem szabványos kulcsszavakat biztosítanak, amelyek egy vagy két aláhúzásjellel kezdődnek. A következő kulcsszavak kiterjesztésekként vannak besorolva, és feltételesen támogatottak:
- asm
- fortran

### Előfeldolgozói direktívák
A következő tokeneket ismeri fel az előfeldolgozó a preprocesszor direktívák kontextusában.
- #if
- #elif
- #else
- #endif
- #ifdef
- #ifndef
- #elifdef
- #elifndef
- #define
- #undef
- #include
- #embed
- #line
- #error
- #warning
- #pragma
- defined (feltételes utasítást követ)
- #__has_include
- #__has_embed
- #__has_c_attribute

A _Pragma tokent a preprocesszor az előfeldolgozói direktívák kontextusán kívül is felismeri.
A következő makrókat gyakran használják mindenütt a C nyelvben:
- NULL (gyakran (void*)0-ként definiálják, a nullptr bevezetése előtt használták null pointer(wd) ábrázolására)
- NDEBUG (egy makró, aminek jelentése no-debug – „nincs hibakeresés”, elsősorban az assert() hívások figyelmen kívül hagyásának szabályozására szolgál)
- assert() (egy argumentumokkal rendelkező makró, amely leállítja a programot, ha az argumentum false, 0 vagy nullptr értéket ad ki, és az NDEBUG segítségével letiltható)

### Case sensitivity
A C azonosítók megkülönböztetik a kis- és nagybetűket (például a foo, FOO, és Foo különböző objektumok nevei). Egyes linkerek külső azonosítókat rendelhetnek hozzá egyetlen esethez, bár ez a legtöbb modern linkerben ritka.

### Parancssori argumentumok
A parancssorban megadott paraméterek egy C programnak kerülnek átadásra két előre definiált változóval — a parancssori argumentumok számával az argc-ben és az egyes argumentumok karakterláncaiként az argv mutatótömbben. Tehát a parancs:
```
myFilt p1 p2 p3
```

valami ilyesmit eredményez:
| m       | y       | F       | i       | l       | t       | \0      | p       | 1       | \0      | p       | 2       | \0      | p       | 3       | \0      |
| argv[0] | argv[0] | argv[0] | argv[0] | argv[0] | argv[0] | argv[0] | argv[1] | argv[1] | argv[1] | argv[2] | argv[2] | argv[2] | argv[3] | argv[3] | argv[3] |

Míg az egyes karakterláncok összefüggő karakterek tömbjei, nincs garancia arra, hogy a karakterláncok összefüggő csoportként kerülnek tárolásra.
A program neve, argv[0], hasznos lehet diagnosztikai üzenetek kinyomtatása során, vagy ha egy bináris program több célt is szolgálhat. A paraméterek egyes értékeit az argv[1], argv[2] és argv[3] paraméterekkel érhetjük el, ahogy az alábbi programban látható:
```
#include
 
<stdio.h>

int
 
main
(
int
 
argc
,
 
char
 
*
argv
[])

{

    
printf
(
"argc
\t
= %d
\n
"
,
 
argc
);

    
for
 
(
int
 
i
 
=
 
0
;
 
i
 
<
 
argc
;
 
i
++
)

        
printf
(
"argv[%i]
\t
= %s
\n
"
,
 
i
,
 
argv
[
i
]);

}

```

### Kiértékelési sorrend
Bármilyen ésszerűen összetett kifejezésben lehetőség van arra, hogy a kifejezés részeit milyen sorrendben értékeljük ki: az (1+1)+(3+3) értékelhető az (1+1)+(3+3), (2)+(3+3), (2)+(6), (8), vagy az (1+1)+(3+3), (1+1)+(6), (2)+(6), (8) sorrendben. Formálisan egy megfelelő C fordító bármilyen sorrendben kiértékelheti a kifejezéseket a szekvenciapontok között (ez lehetővé teszi a fordító számára, hogy optimalizálást végezzen). A szekvenciapontokat a következők határozzák meg:
- Az utasítás pontosvesszővel végződik.
- A szekvenálás operátora: vessző. A függvényargumentumokat elválasztó vesszők azonban nem szekvenciapontok.
- A rövidzárlati operátorok: logikai és (&&) és logikai vagy (||).
- A háromtagú operátor(wd) (?:): Ez az operátor először az első részkifejezését értékeli ki, majd a másodikat vagy harmadikat (soha mindkettőt) az első értéke alapján.
- Belépés a függvényhívásba és kilépés onnan (de nem az argumentumok kiértékelése között).

A sorozatpont előtti kifejezések mindig a sorozatpont utáni kifejezések előtt kerülnek kiértékelésre. Rövidzárlati kiértékelés esetén előfordulhat, hogy a második kifejezés nem kerül kiértékelésre az első kifejezés eredményétől függően. Például az (a() || b()) kifejezésben, ha az első argumentum értéke nem nulla (igaz), a teljes kifejezés eredménye nem lehet más, mint igaz, így a b() nem kerül kiértékelésre. Hasonlóképpen, az (a() && b()) kifejezésben, ha az első argumentum nullára (false) értékelődik ki, a teljes kifejezés eredménye nem lehet más, mint hamis, így a b() nem kerül kiértékelésre.
A függvényhívás argumentumai tetszőleges sorrendben kiértékelhetők, feltéve, hogy a függvénybe való belépéskor már mind kiértékelésre kerültek. A következő kifejezés például meghatározatlan viselkedést mutat:
```
 
printf
(
"%s %s
\n
"
,
 
argv
[
i
 
=
 
0
],
 
argv
[
++
i
]);

```

## Adatstruktúrák

### Primitív adattípusok
A C programozási nyelv a számokat három formában ábrázolja: egész, valós és komplex. Ez a megkülönböztetés hasonló különbségeket tükröz a legtöbb központi feldolgozó egység utasításkészlet-architektúrájában. Az egész (integer) adattípusok a számokat egész számok halmazában tárolják, míg a valós és komplex számok számokat (vagy számpárokat) képviselnek a valós számok halmazában lebegőpontos formában.
Minden C egész típusnak vannak előjeles (signed) és előjel nélküli (unsigned) változatai. Ha a signed vagy unsigned nincs kifejezetten megadva, a legtöbb esetben a rendszer signed-nek feltételezi. Történelmi okokból azonban a sima char az előjeles és az előjel nélküli karakterektől eltérő típus. Lehet előjeles (signed char) vagy előjel nélküli (unsigned char) típus, a fordítótól és a karakterkészlettől függően (A C garantálja, hogy a C alapkarakterkészlet tagjai pozitív értékkel rendelkeznek). Ezenkívül a sima int-ként megadott bitmező típusok a fordítótól függően lehetnek előjelesek vagy előjel nélküliek.

#### Egész típusok
A C egész számtípusai különböző rögzített méretűek, és különböző számtartományokat képesek reprezentálni. A char típus pontosan egy bájtot foglal el (a legkisebb címezhető tárolóegység), ami jellemzően 8 bit széles. (Bár a char képviselheti a C bármely "alap" karakterét, a nemzetközi karakterkészletekhez szélesebb típusra lehet szükség.) A legtöbb egész típusnak van előjeles és előjel nélküli változata is, amelyeket az signed és unsigned kulcsszavak jelölnek. Az elõjeles egész típusok mindig a kettes komplemens reprezentációt használják, a C23 óta (és a gyakorlatban korábban is; a régebbi C verziókban a C23 elõtt lehet, hogy az ábrázolás egyes komplemens, vagy előjel-nagyság volt, de a gyakorlatban ez a modern hardvereken évtizedek óta nem volt így). Sok esetben több egyenértékű mód létezik a típus megjelölésére; például a signed short int és short szinonimák.
Egyes típusok ábrázolása tartalmazhat fel nem használt "padding" biteket, amelyek tárhelyet foglalnak el, de nem szerepelnek a szélességben. Az alábbi táblázat a szabványos egész típusok teljes listáját tartalmazza és minimális megengedett szélességüket (beleértve az előjelbiteket is).
| A legrövidebb forma | Minimális szélesség (bit) |
| ------------------- | ------------------------- |
| _Bool               | 1                         |
| char                | 8                         |
| signed char         | 8                         |
| unsigned char       | 8                         |
| short               | 16                        |
| unsigned short      | 16                        |
| int                 | 16                        |
| unsigned int        | 16                        |
| long                | 32                        |
| unsigned long       | 32                        |
| long long           | 64                        |
| unsigned long long  | 64                        |

A char típus különbözik mind a signed char, mind az unsigned char karakterektől, de garantáltan megegyezik az egyikükkel. A _Bool és long long típusok 1999 óta szabványosak, és előfordulhat, hogy a régebbi C fordítók nem támogatják őket. A _Bool típus általában az stdbool.h szabványos fejléc-fájl által meghatározott bool typedef néven keresztül érhető el, azonban a C23 óta a _Bool típust átnevezték boolra, a <stdbool.h> pedig elavult.
Általánosságban elmondható, hogy az adott platformon megvalósított adatszélességek és ábrázolási sémák a gép architektúrája alapján kerülnek kiválasztásra, figyelembe véve a más platformokhoz kifejlesztett forráskódok importálásának egyszerűségét. Az int típus szélessége különösen nagymértékben változik a C implementációk között; gyakran megfelel az adott platform legtermészetesebb szóméretének. A limits.h szabványos fejléc makrókat definiál a szabványos egész típusok minimális és maximális reprezentálható értékéhez bármely adott platformon megvalósítva.
A szabványos egész típusokon kívül létezhetnek más "bővített" egész típusok is, amelyek a szabványos fejlécekben lévő typedef meghatározásokhoz használhatók. A szélesség pontosabb meghatározásához a programozók használhatják és kell is használni a typedefeket a szabványos stdint.h fejlécből.
Az egész konstansok többféleképpen is megadhatók a forráskódban. A numerikus értékek megadhatók decimális (példa: 1022), oktális nulla (0) előtaggal (01776), vagy hexadecimális 0x (nulla x) előtaggal (0x3FE). Egy idézőjelben lévő karakter (például: 'R'), amelyet "karakter konstansnak" neveznek, az adott karakter értékét jelenti a végrehajtási karakterkészletben, int típussal. A karakterkonstansok kivételével az egész konstans típusát a megadott érték megjelenítéséhez szükséges szélesség határozza meg, de az mindig legalább olyan széles, mint az int. Ez felülírható egy explicit hossz- és/vagy előjel-módosító hozzáadásával; például a 12lu unsigned long típusú. Nincsenek negatív egész állandók, de gyakran ugyanaz a hatás érhető el, ha egy "-" unáris negációs operátort használunk.

#### Felsorolt típus
A felsorolt típus C-ben, amelyet az enum kulcsszó határoz meg, és gyakran csak "enum"-nak nevezik, egy olyan típus, amelyet úgy terveztek, hogy az értékeket nevesített konstansok sorozatán keresztül reprezentálja. A felsorolt konstansok mindegyike int típusú. Mindegyik enum-típus önmagában kompatibilis a char-ral vagy egy előjeles vagy előjel nélküli egész típussal, de minden megvalósítás meghatározza a saját szabályait a típus kiválasztásához.
Egyes fordítók figyelmeztetnek, ha egy felsorolt típusú objektumhoz olyan értéket rendelnek, amely nem tartozik az állandók közé. Azonban egy ilyen objektumhoz bármilyen érték hozzárendelhető a kompatibilis típusuk tartományában, és az enum-konstansok bárhol használhatók, ahol egész szám várható. Emiatt gyakran enum értékeket használnak az előfeldolgozó #define direktívák helyett a nevesített konstansok létrehozásához. Az ilyen konstansok használata általában biztonságosabb, mint a makrók, mivel egy adott azonosító névtérben találhatók.
A felsorolt típust az enum megadásával és az enum opcionális nevével (vagy címkéjével) deklarálják, ezt követi a kapcsos zárójelben lévő és vesszővel elválasztott egy vagy több állandó listája, valamint a változónevek opcionális listája. Egy adott felsorolt típusra történő későbbi hivatkozások az enum kulcsszót és az enum nevét használják. Alapértelmezés szerint a felsorolás első konstansához nulla érték rendelődik, és minden további érték eggyel nő az előző állandóhoz képest. A deklarációban szereplő konstansokhoz specifikus értékek is hozzárendelhetők, és minden további, konkrét érték nélküli konstans ettől a ponttól kezdve növelt értékeket kap. Vegyük például a következő deklarációt:
```
enum
 
colors
 
{
 
RED
,
 
GREEN
,
 
BLUE
 
=
 
5
,
 
YELLOW
 
}
 
paint_color
;

```

Ez deklarálja az enum colors típusát; az int konstansok RED (amelynek értéke 0), GREEN (amelynek értéke eggyel nagyobb, mint a RED, 1), BLUE (amelynek értéke a megadott érték, 5) és YELLOW (amelynek értéke eggyel nagyobb, mint a BLUE, 6); és az enum colors paint_color változója. A konstansok az enum kontextusán kívül is használhatók (ahol bármely egész érték megengedett), és a konstansoktól eltérő értékeket is hozzá lehet rendelni a paint_color-hoz vagy bármely más enum colors típusú változóhoz.

#### Lebegőpontos típusok
A lebegőpontos forma törtkomponensű számok ábrázolására szolgál. Ezek azonban nem reprezentálják pontosan a legtöbb racionális számot; ehelyett szoros közelítések. A valós értékeknek három szabványos típusa van, amelyeket specifikációik jelölnek (és a C23 szabvány óta még három decimális típus): egyszeres pontosság (float), kettős pontosság (double) és dupla kiterjesztett pontosság (long double). Ezek mindegyike más-más formában képviselheti az értékeket, gyakran az IEEE lebegőpontos formátumok egyikét.
| Típusmeghatározók | Pontosság (tizedes számjegyek) | Pontosság (tizedes számjegyek) | Kitevő tartomány | Kitevő tartomány |
| Típusmeghatározók | Minimum                        | IEEE 754                       | Minimum          | IEEE 754         |
| ----------------- | ------------------------------ | ------------------------------ | ---------------- | ---------------- |
| float             | 6                              | 7.2 (24 bit)                   | ±37              | ±38 (8 bit)      |
| double            | 10                             | 15.9 (53 bit)                  | ±37              | ±307 (11 bit)    |
| long double       | 10                             | 34.0 (113 bit)                 | ±37              | ±4931 (15 bit)   |

A lebegőpontos állandók decimális jelöléssel írhatók fel, pl. 1.23. A tizedes tudományos jelölés használható e vagy E hozzáadásával, majd egy decimális kitevővel, más néven E-jelöléssel, pl. 1.23e2 (amelynek értéke 1,23 × 102 = 123,0). Vagy egy tizedesvesszőre, vagy egy kitevőre van szükség (ellenkező esetben a szám egész konstansként értelmeződik). A hexadecimális lebegőpontos konstansok hasonló szabályokat követnek, azzal a különbséggel, hogy 0x előtaggal kell rendelkezniük, és p vagy P-t kell használni egy bináris kitevő megadására, pl. 0xAp-2 (amelynek értéke 2,5, mivel Ah × 2−2 = 10 × 2−2 = 10 ÷ 4). Mind a decimális, mind a hexadecimális lebegőpontos konstansok utótagja lehet f vagy F a float típusú konstans jelzésére, l (l betű) vagy L a long double típus jelzésére, vagy utótag nélkül hagyható double konstans esetén.
A float.h szabványos fejlécfájl határozza meg a megvalósítás float, double, és long double lebegőpontos típusainak minimális és maximális értékét. Más határértékeket is meghatároz, amelyek a lebegőpontos számok feldolgozása szempontjából relevánsak.
A C23 három további decimális (a binárissal szemben) valós lebegőpontos típust vezet be: _Decimal32, _Decimal64 és _Decimal128.
MEGJEGYZÉS: A C nem ad meg radixot a float, double, és long double értékekhez. Egy implementáció kiválaszthatja a float, double, és long double ábrázolását úgy, hogy megegyezzen a decimális lebegőpontos típusokkal.
Ennek ellenére a radix történelmileg bináris volt (2-es bázis), ami azt jelenti, hogy az olyan számok, mint az 1/2 vagy 1/4 pontosak, de az 1/10, 1/100 vagy 1/3 már nem. A decimális lebegőpontos számok mindegyike pontos plusz szám, például 1/10 és 1/100, de pl. az 1/3 mégsem. Egyetlen ismert megvalósítás sem választja a decimális radixot a korábban ismert bináris típusokhoz. Mivel a legtöbb számítógépen nincs is hardver a decimális típusokhoz, és azok a kevesek, amelyek igen (pl. IBM nagyszámítógépek az IBM System z10 óta), használhatják a kifejezetten decimális típusokat.

#### Tárolási osztály-specifikációk
Minden objektumnak van tárolási osztálya. Ez alapvetően a tárolási időtartamot határozza meg, amely lehet statikus (alapértelmezett a globális), automatikus (alapértelmezett lokális) vagy dinamikus (allokált), valamint egyéb jellemzőkkel (összekapcsolási és regisztrációs háttér).
| Azonosítók    | Élettartam                    | Hatály                    | Alapértelmezett inicializátor                      |
| ------------- | ----------------------------- | ------------------------- | -------------------------------------------------- |
| auto          | Block (stack)                 | Block                     | Uninitialized                                      |
| register      | Block (stack or CPU register) | Block                     | Uninitialized                                      |
| static        | Program                       | Block or compilation unit | Zero                                               |
| extern        | Program                       | Global (entire program)   | Zero                                               |
| _Thread_local | Thread                        |                           |                                                    |
| (none)1       | Dynamic (heap)                |                           | Uninitialized (initialized to 0 if using calloc()) |

1Lefoglalás és felszabadítás a malloc() és free() könyvtári függvények használatával.
Az alapértelmezés szerint egy blokkon belül deklarált változók automatikus tárolással rendelkeznek, csakúgy, mint az auto vagy register tárolási osztály specifikációival kifejezetten deklarált változók. Az auto és a register specifikátorok csak függvényekben és függvényargumentum-deklarációkban használhatók; mint ilyen, az auto specifikáció mindig redundáns. Az összes blokkon kívül deklarált objektumok és a static tárolási osztály-meghatározóval kifejezetten deklarált objektumok statikus tárolási időtartammal rendelkeznek. A statikus változókat alapértelmezés szerint nullára inicializálja a fordító.
Az automatikus tárolással rendelkező objektumok abban a blokkban lokálisak, amelyben deklarálták őket, és a blokkból való kilépéskor megszűnnek. Ezenkívül a register tárolási osztályával deklarált objektumoknak a fordító magasabb prioritást adhat a regiszterekhez való hozzáféréshez; bár a fordító dönthet úgy, hogy valójában egyiket sem tárolja regiszterben. Az ilyen tárolási osztályú objektumok nem használhatók az (&) unáris operátor címével. A statikus tárolással rendelkező objektumok a program teljes időtartama alatt megmaradnak. Ily módon ugyanazt az objektumot egy függvény több híváson keresztül is elérheti. A hozzárendelt tárolási időtartamú objektumok kifejezetten malloc, free és kapcsolódó funkciókkal jönnek létre és semmisülnek meg.
Az extern tárolási osztály-meghatározó azt jelzi, hogy egy objektum tárolója máshol van meghatározva. Ha egy blokkon belül használják, akkor azt jelzi, hogy a tárolót a blokkon kívüli deklaráció határozta meg. Ha az összes blokkon kívül használjuk, akkor azt jelzi, hogy a tároló a fordítási egységen kívül lett meghatározva. Az extern tárolási osztály-meghatározó redundáns, ha függvénydeklarációban használják. Azt jelzi, hogy a deklarált függvény a fordítási egységen kívül lett meghatározva.
A C11-ben bevezetett _Thread_local (thread_local a C++-ban, és a C-ben C23 óta, valamint a C korábbi verzióiban, ha a <threads.h> fejléc is benne van) tárolási osztály-specifikáció egy thread-local változó deklarálására szolgál. Kombinálható static vagy extern-nel a kapcsolat meghatározásához.
Vegye figyelembe, hogy a tárolási specifikációk csak a függvényekre és objektumokra vonatkoznak; egyéb dolgok, például a típus- és enum-deklarációk annak a fordítási egységnek a sajátja, amelyben megjelennek. A típusoknak viszont vannak minősítői (lásd alább).

#### Típusminősítők
A típusok minősíthetők adataik speciális tulajdonságainak jelzésére. A const típusminősítő azt jelzi, hogy az érték nem változik az inicializálás után. A const minősítésű érték módosításának kísérlete definiálatlan viselkedést eredményez, ezért egyes C fordítók rodata-ban vagy (beágyazott rendszerek esetén) csak olvasható memóriában (ROM) tárolják azokat. A volatile típusminősítő azt jelzi az optimalizáló fordítónak, hogy nem távolíthatja el a látszólag redundáns olvasásokat vagy írásokat, mivel az érték akkor is változhat, ha nem módosították semmilyen kifejezéssel vagy utasítással, vagy többszöri írásra lehet szükség, például memórialeképezett I/O esetén.

### Hiányos típusok
A hiányos típus (incomplete type) olyan struktúra vagy unió típus, amelynek tagjai még nincsenek megadva, olyan tömbtípus, amelynek dimenziója még nincs megadva, vagy void (üres) típus (a void típus nem fejezhető be). Egy ilyen típust nem lehet példányosítani (a mérete nem ismert), a tagjait sem lehet elérni (ezek is ismeretlenek); azonban a származtatott mutatótípus használható (de nem hivatkozva).
Gyakran használják mutatókkal, akár forward, akár external deklarációként. Például a kód deklarálhat egy hiányos típust, például:
```
struct
 
thing
 
*
pt
;

```

Ez deklarálja a pt-t a struct thing mutatójaként és a hiányos típusú struct thing-t. Az adatokra mutató mutatók mindig azonos bájtszélességűek, függetlenül attól, hogy mire mutatnak, így ez az állítás önmagában is érvényes (amíg a pt nem hivatkozik). A hiányos típus később is kiegészíthető ugyanabban a körben, ha újra deklarálják:
```
struct
 
thing
 
{

    
int
 
num
;

};
 
/* thing struct type is now completed */

```

A hiányos típusokat rekurzív struktúrák megvalósítására használják; a típus-deklaráció törzse későbbre halasztható a fordítási egységben:
```
typedef
 
struct
 
Bert
 
Bert
;

typedef
 
struct
 
Wilma
 
Wilma
;

struct
 
Bert
 
{

    
Wilma
 
*
wilma
;

};

struct
 
Wilma
 
{

    
Bert
 
*
bert
;

};

```

A hiányos típusokat az adatok elrejtésére is használják; a hiányos típus egy fejlécfájlban van megadva, a törzs pedig csak a megfelelő forrásfájlban.

### Mutatók
A deklarációkban a csillag módosító (*) a mutató (pointer) típusát határozza meg. Például ahol az int specifikáció az egész szám típusára utalna, az int* a "mutató az egész számra" típusra utal. A mutatóértékek két információt társítanak: egy memóriacímet és egy adattípust. A következő kódsor deklarál egy ptr nevű, egész-számra-mutató változót:
```
int
 
*
ptr
;

```

#### Hivatkozás
Amikor egy nem statikus mutatót deklarálnak, egy meghatározatlan érték van hozzá társítva. Az ilyen mutatóhoz társított címet hozzárendeléssel meg kell változtatni a használat előtt. A következő példában a „ptr” úgy van beállítva, hogy az „a” változóhoz tartozó adatokra mutasson:
```
int
 
a
 
=
 
0
;

int
 
*
ptr
 
=
 
&
a
;

```

Ennek eléréséhez az "address-of" (unáris &) operátort használjuk. Előállítja a következő adatobjektum memóriahelyét.

#### Hivatkozás megszüntetése (dereferencia)
A mutatott adatok egy mutatóértéken keresztül érhetők el. A következő példában a b egész szám változó az a egész változó értékére van beállítva, amely 10:
```
int
 
a
=
10
;

int
 
*
p
;

p
 
=
 
&
a
;

int
 
b
 
=
 
*
p
;

```

A feladat végrehajtásához a csillaggal (*) jelölt unáris hivatkozási operátort használjuk. Azokat az adatokat adja vissza, amelyekre az operandusa – amelynek mutató típusúnak kell lennie – mutat. Így a *p kifejezés ugyanazt az értéket jelöli, mint a. A null mutató hivatkozásának megszüntetése illegális.

### Tömbök

#### Tömb definíció
A tömbök a C nyelvben azonos típusú egymást követő elemek struktúráinak ábrázolására szolgálnak. A (fix méretű) tömb definíciója a következő szintaxissal rendelkezik:
```
int
 
array
[
100
];

```

amely egy array nevű tömböt határoz meg, amely 100 int primitív típusú értéket tartalmaz. Ha egy függvényen belül deklarálják, a tömbdimenzió nem állandó kifejezés is lehet, ebben az esetben a megadott számú elemhez elegendő memória kerül lefoglalásra. A legtöbb esetben a későbbi használat során az array változó említése a tömb első elemére mutató mutatóvá alakul. A sizeof operátor kivétel: a sizeof array a teljes tömb méretét adja (vagyis egy int méretének 100-szorosa, és a sizeof(array) / sizeof(int) értéke 100). Egy másik kivétel az & (address-of) operátor, amely például egy mutatót ad a teljes tömbre:
```
int
 
(
*
ptr_to_array
)[
100
]
 
=
 
&
array
;

```

#### Elemek elérése
A tömb elemei értékeinek az eléréséhez elsődleges eszköz a tömb alsóindex-operátora. Az array nevű tömb i-indexelt elemének eléréséhez a szintaxis array[i] lenne, ami az adott tömbelemben tárolt értékre vonatkozik.
A tömb alsó indexének számozása 0-val kezdődik (nulla alapú indexelés). A legnagyobb megengedett tömb index tehát egyenlő a tömb elemeinek számával mínusz 1. Ennek szemléltetésére vegyünk egy a tömböt úgy, hogy 10 elemből áll; az első elem a[0], az utolsó elem pedig a[9].
A C nem biztosít lehetőséget a tömbhasználat automatikus határellenőrzésére. Bár logikailag az utolsó index egy 10 elemből álló tömbben a 9 lenne, a 10-es, 11-es alsó indexek és így tovább véletlenül megadhatók, de nem definiált eredményekkel.
Mivel a tömbök és mutatók felcserélhetők, az egyes tömbelemek címei ekvivalens mutató aritmetikával fejezhetők ki. Az alábbi táblázat mindkét módszert szemlélteti a meglévő tömbhöz:
| Elem               | Első     | Második      | Harmadik     | n-edik           |
| ------------------ | -------- | ------------ | ------------ | ---------------- |
| Tömb alsó indexe   | array[0] | array[1]     | array[2]     | array[n - 1]     |
| Hivatkozott mutató | *array   | *(array + 1) | *(array + 2) | *(array + n - 1) |

Mivel az a[i] kifejezés szemantikailag ekvivalens a *(a+i)-vel, ami viszont egyenértékű a *(i+a)-val, a kifejezés i[a]-ként is felírható, bár ezt az alakot ritkán használják.

#### Változó hosszúságú tömbök
C99 szabványos változó hosszúságú tömbök (variable-length array) a blokk hatókörén belül. Az ilyen tömbváltozók a blokkba való belépéskor futásidejű integer érték alapján kerülnek kiosztásra, és a blokk végén feloldódnak. A C11-től kezdve ezt a szolgáltatást már nem kell megvalósítania a fordítónak.
```
int
 
n
 
=
 
...;

int
 
a
[
n
];

a
[
3
]
 
=
 
10
;

```

Ez a szintaxis egy tömböt hoz létre, amelynek mérete a blokk végéig rögzített.

#### Dinamikus tömbök
A C standard könyvtár segítségével dinamikusan átméretezhető tömbök állíthatók elő. A malloc függvény egyszerű módszert biztosít a memória lefoglalására. Egy paraméterre van szükség: a lefoglalandó memória mennyiségére bájtokban. Sikeres kiosztás esetén a malloc egy általános (void) mutatóértéket ad vissza, amely a lefoglalt terület elejére mutat. A visszaadott mutatóértéket hozzárendeléssel implicit módon a megfelelő típusra konvertálja. Ha az elosztás nem fejezhető be, a malloc null mutatót ad vissza. A következő részlet tehát funkciójában hasonló a fenti kívánt deklarációhoz:
```
#include
 
<stdlib.h>
 /* declares malloc */

...

int
 
*
a
 
=
 
malloc
(
n
 
*
 
sizeof
 
*
a
);

a
[
3
]
 
=
 
10
;

```

Az eredmény egy "pointer to int" változó (a), amely az n összefüggő int objektum közül az elsőre mutat; a tömb-mutató ekvivalenciája miatt ez használható a tényleges tömbnév helyett, amint az az utolsó sorban látható. Ennek a dinamikus allokációnak az az előnye, hogy a hozzá lefoglalt memória mennyisége a futási időben a ténylegesen szükségesre korlátozható, és ez szükség szerint módosítható (a szabványos realloc könyvtári függvény segítségével).
Ha a dinamikusan lefoglalt memóriára már nincs szükség, azt vissza kell adni a futásidejű rendszernek. Ez a free funkció meghívásával történik. Egyetlen paraméter szükséges: egy mutató a korábban lefoglalt memóriára. Ez az az érték, amelyet a malloc korábbi hívása adott vissza.
Biztonsági intézkedésként néhány programozó ezután NULL-ra állítja a mutatóváltozót:
```
free
(
a
);

a
 
=
 
NULL
;

```

Ez biztosítja, hogy a legtöbb rendszeren a mutató hivatkozásának megszüntetésére irányuló további kísérletek a program összeomlásához vezetnek. Ha ez nem történik meg, a változó lógó mutatóvá válik, ami utólagos használat során hibához vezethet. Ha azonban a mutató egy helyi változó, akkor a NULL értéke nem akadályozza meg, hogy a program a mutató más másolatait használja. A statikus analizátorok általában könnyen felismerik a helyi, utánhasználat nélküli hibákat. Ezért ez a megközelítés kevésbé hasznos a helyi mutatók esetében, és gyakrabban használják a hosszú élettartamú struktúrákban tárolt mutatók esetében. Általában azonban a mutatók NULL-ra állítása jó gyakorlat, mivel lehetővé teszi a programozó számára, hogy NULL-ellenőrizze a mutatókat a hivatkozás megszüntetése előtt, így segít megelőzni az összeomlásokat.
Ha felidézzük a tömbpéldát, dinamikus allokációval fix méretű tömböt is létrehozhatunk:
```
int
 
(
*
a
)[
100
]
 
=
 
malloc
(
sizeof
 
*
a
);

```

...Ez egy pointer-to-tömböt eredményez.
A pointer-to-tömbhöz való hozzáférés kétféleképpen történhet:
```
(
*
a
)[
index
];

index
[
*
a
];

```

Az iteráció kétféleképpen is elvégezhető:
```
for
 
(
int
 
i
 
=
 
0
;
 
i
 
<
 
100
;
 
i
++
)

    
(
*
a
)[
i
];

for
 
(
int
 
*
i
 
=
 
a
[
0
];
 
i
 
<
 
a
[
1
];
 
i
++
)

    
*
i
;

```

A második példa használatának az az előnye, hogy az első példa numerikus korlátja nem kötelező, ami azt jelenti, hogy a mutató-tömb bármilyen méretű lehet, és a második példa változtatás nélkül végrehajtható.

#### Többdimenziós tömbök
Ezenkívül a C támogatja a többdimenziós tömböket, amelyek sor-fősorrendben vannak tárolva. Technikailag a C többdimenziós tömbök csak egydimenziós tömbök, amelyek elemei tömbök. A többdimenziós tömbök deklarálásának szintaxisa a következő:
```
int
 
array2d
[
ROWS
][
COLUMNS
];

```

ahol a ROWS és COLUMNS állandók. Ez egy kétdimenziós tömböt határoz meg. Az alsó indexeket balról jobbra olvasva a array2d egy ROWS hosszúságú tömb, amelynek minden eleme COLUMNS egész számokból álló tömb.
Egy egész elem eléréséhez ebben a többdimenziós tömbben a következőt kell használni:
```
array2d
[
4
][
3
]

```

Ismét balról jobbra olvasva ez eléri az 5. sort, és a sorban a 4. elemet. A array2d[4] kifejezés egy tömb, amelyet ezután a [3]-mal indexelünk, hogy elérjük a negyedik egész számot.
| Elem                 | Első                | Második sor, második oszlop | i-edik sor, j-edik oszlop   |
| -------------------- | ------------------- | --------------------------- | --------------------------- |
| Array subscript      | array[0][0]         | array[1][1]                 | array[i - 1][j - 1]         |
| Dereferenced pointer | *(*(array + 0) + 0) | *(*(array + 1) + 1)         | *(*(array + i - 1) + j - 1) |

A több-dimenziós tömbök is hasonló módon deklarálhatók.
A többdimenziós tömböt nem szabad összetéveszteni a tömbökre mutató mutatók tömbjével (más néven Iliffe-vektorként vagy néha tömbök tömbjével). Az előbbi mindig négyszögletes alakú (minden altömbnek azonos méretűnek kell lennie), és egy összefüggő memóriaterületet foglal el. Ez utóbbi egy egydimenziós mutatók tömbje, amelyek mindegyike egy altömb első elemére mutathat a memória különböző helyén, és az altömböknek nem kell azonos méretűnek lenniük. Ez utóbbit a malloc többféle használatával is létrehozhatjuk.

### Sztringek
A C nyelvben a karakterlánc-literálokat idézőjelek (") veszik körül (pl. "Hello world!"), és a megadott char értékekből álló tömbbe vannak fordítva egy további null karakteres (0 értékű vezérlőkarakter) kóddal, amely a karakterlánc végét jelzi.
A karakterlánc-literálok nem tartalmazhatnak beágyazott újsorokat; ez a tiltás némileg leegyszerűsíti a nyelv elemzését. Ha újsort szeretne beilleszteni egy karakterláncba, a fordított perjel \n escape használható az alábbiak szerint.
Számos szabványos függvénytári függvény létezik a karakterlánc-adatokkal való (nem feltétlenül állandó) műveletekhez, amelyek karaktertömbként (array of char) vannak megszervezve ezzel a null-végződésű formátummal; lásd alább.
A C karakterlánc-literális szintaxisa nagyon befolyásos volt, és számos más nyelvben is elterjedt, mint például a C++, az Objective-C, a Perl, a Python, a PHP, a Java, a JavaScript, a C# és a Ruby. Manapság szinte minden új nyelv C-stílusú karakterlánc-szintaxist alkalmaz vagy arra épít. Azok a nyelvek, amelyekből hiányzik ez a szintaxis, általában a C előttiek.

#### Backslash eszképek
Mivel bizonyos karakterek nem lehetnek közvetlenül részei egy literális karakterlánc-kifejezésnek, ehelyett egy visszaperjellel (\) kezdődő escape szekvencia azonosítja őket. Például a fordított perjelek (backslash) a "Ez a karakterlánc \"dupla idézőjeleket tartalmaz\" szövegben. jelzik (a fordítónak), hogy a belső idézőjelpár a karakterlánc tényleges része, nem pedig magának a karakterláncnak az alapértelmezett olvasása határolóként (végpontként).
A fordított perjelek különféle vezérlőkarakterek stb. bevitelére használhatók egy karakterláncban:
| Escape     | Jelentése |
| ---------- | --- |
| \\         | Literal backslash                                                                                                  |
| \"         | Double quote |
| \'         | Single quote |
| \n         | Newline (line feed)                                                                                                |
| \r         | Carriage return |
| \b         | Backspace |
| \t         | Horizontal tab |
| \f         | Form feed |
| \a         | Alert (bell) |
| \v         | Vertical tab |
| \?         | Question mark (A trigráfok elkerülésére használják, a C23-ban kiesett elavult funkció)                             |
| %%         | Percentage mark, csak printf formátumú karakterláncok (Megjegyzés: \% nem szabványos, és nem mindig ismerhető fel) |
| \OOO       | OOO oktális értékű karakter (ahol a OOO 1-3 oktális számjegy, '0'-'7' tartományban)                                |
| \xhh       | hh hexadecimális értékű karakter (ahol hh 1 vagy több hexadecimális számjegy, '0'-'9', 'A'-'F', 'a'-'f')           |
| \uhhhh     | Unicode kódpont 10000 hexadecimális alatt (a C99-hez adva)                                                         |
| \Uhhhhhhhh | Unicode kódpont, ahol hhhhhhhh nyolc hexadecimális számjegy (a C99-hez adva)                                       |

A C-szabvány nem határozza meg az egyéb backslash escape-kódok használatát, bár a fordítóprogram-gyártók gyakran további escape kódokat adnak meg nyelvi kiterjesztésként. Ezek egyike a \e escape szekvencia az 1B ASCII hexadecimális értékű Escape karakterhez, amely nem került be a C szabványba, mivel más karakterkészletekben (például EBCDIC) hiányzik a reprezentáció. Elérhető GCC, Clang és tcc változatban.
Ne feledje, hogy a printf formátumú karakterláncok %%-ot használnak a literális % karakter megjelenítésére; a standard C-ben nincs \% escape szekvencia.

#### String literálok összefűzése
A C karakterlánc-literál összefűzéssel rendelkezik, ami azt jelenti, hogy a szomszédos karakterlánc-literálok összefűződnek a fordítási időben; Ez lehetővé teszi a hosszú karakterláncok több sorra történő felosztását, valamint lehetővé teszi a C előfeldolgozói definíciókból származó karakterlánc-literálok és a makrók hozzáfűzését a karakterláncokhoz fordítási időben:
```
    
printf
(
__FILE__
 
": %d: Hello "

           
"world
\n
"
,
 
__LINE__
);

```

erre fog bővülni:
```
    
printf
(
"helloworld.c"
 
": %d: Hello "

           
"world
\n
"
,
 
10
);

```

amely szintaktikailag egyenértékű ezzel:
```
    
printf
(
"helloworld.c: %d: Hello world
\n
"
,
 
10
);

```

#### Karakterkonstansok
Az egyes karakterkonstansok egyszeres idézőjelek (pl.: 'A') közé írandók, és int típusúak (a C++-ban char). A különbség az, hogy az "A" egy null-végződésű két karakterből álló tömböt jelent, 'A' és '\0', míg az 'A' közvetlenül a karakterértéket jelöli (65, ha ASCII-t használunk). Ugyanazok a backslash-ecape-ek támogatottak, mint a karakterláncok esetében, azzal a különbséggel, hogy (természetesen) a " érvényesen használható karakterként anélkül, hogy meg kellene 'eszképelni', míg a ' karaktert viszont kell ('\'').
Egy karakterkonstans nem lehet üres (azaz a '' érvénytelen szintaxis), bár egy karakterlánc lehet üres (még mindig van benne nulla záró karakter). A többkarakteres konstansok (pl. 'xy') érvényesek, bár ritkán hasznosak – lehetővé teszik több karakter tárolását egy egész számban (például 4 ASCII-karakter fér bele egy 32 bites egészbe, 8 egy 64 bitesbe). Mivel a karakterek becsomagolási sorrendje nincs megadva (a megvalósításra van bízva, hogy meghatározza), a többkarakteres konstansok hordozható használata nehézkes.
Mindazonáltal olyan helyzetekben, amelyek egy adott platformra és a fordító megvalósítására korlátozódnak, a többkarakteres konstansok használhatók az aláírások meghatározásában. Az egyik gyakori felhasználási eset az OSType ("négykarakteres kód"), ahol a klasszikus MacOS fordítók kombinációja és a benne rejlő bájtsorrend azt jelenti, hogy az egész szám bájtai a literálban meghatározott karakterek pontos sorrendjében jelennek meg. A népszerű "megvalósítások" definíciója valójában konzisztens: GCC, Clang és Visual C++ esetén az '1234' 0x31323334-et eredményez ASCII alatt.
A karakterlánc-literálokhoz hasonlóan a karakterkonstansok is módosíthatók előtagokkal, például az L'A' wchar_t típusú, és az "A" karakterértékét képviseli a széles karakterkódolásban.

#### Széles karakter-láncok
Mivel a char típus 1 bájt széles, egyetlen char érték általában legfeljebb 255 különböző karakterkódot jelenthet, ami közel sem elegendő a világszerte használt összes karakterhez. A nemzetközi karakterek jobb támogatása érdekében az első C szabvány (C89) széles karaktereket (wchar_t kódolású) és széles karakterláncokat vezetett be, amelyek L"Hello world!"-ként íródnak.
A széles karakterek leggyakrabban 2 bájtosak (2 byte-os kódolás, például UTF-16) vagy 4 bájtosak (általában UTF-32), de a C szabvány nem határozza meg a wchar_t szélességét, így a választást a megvalósítóra bízza. A Microsoft Windows általában UTF-16-ot használ, így a fenti karakterlánc 26 bájt hosszú lenne egy Microsoft fordítónál; a Unix világ az UTF-32-t részesíti előnyben, így az olyan fordítók, mint a GCC, 52 bájtos karakterláncot generálnak. A 2 bájt széles wchar_t ugyanazt a korlátozást érinti, mint a char, mivel bizonyos karakterek (a BMP-n kívüliek) nem ábrázolhatók egyetlen wchar_t-ben; hanem helyettesítő párokkal kell ábrázolni.
Az eredeti C szabvány csak minimális függvényeket írt elő a széles karakterláncokkal való működéshez; 1995-ben a szabványt módosították, hogy sokkal kiterjedtebb támogatást tartalmazzon a char karakterláncokhoz. A releváns függvényeket többnyire char megfelelőikről nevezték el, "w" hozzáadásával vagy az "str" helyett "wcs"-vel; a <wchar.h>-ban vannak megadva, ahol a <wctype.h> széles karakteres osztályozási és leképezési funkciókat tartalmaz.
A nemzetközi karakterek támogatásának jelenleg általánosan ajánlott módszere az UTF-8, amely char tömbökben van tárolva, és UTF-8 szerkesztő használata esetén közvetlenül a forráskódba írható, mivel az UTF-8 közvetlen ASCII-kiterjesztés.

#### Változó szélességű karakterláncok
A wchar_t általános alternatívája a változó szélességű kódolás használata, ahol a logikai karakter a karakterlánc több pozícióján is átnyúlhat. A változó szélességű karakterláncokat szó szerint literálokká lehet kódolni, azzal a kockázattal, hogy megzavarják a fordítót, vagy numerikus fordított perjelek használatával (pl. "\xc3\xa9" az "é" helyett UTF-8-ban). Az UTF-8 kódolást kifejezetten a szabványos könyvtári karakterlánc-funkciókkal való kompatibilitásra tervezték (Plan 9 alatt); a kódolás támogató jellemzői közé tartozik a beágyazott nullák hiánya, az alsorozatok érvényes értelmezése és a triviális újraszinkronizálás. Az ilyen tulajdonságokat nem tartalmazó kódolások valószínűleg nem kompatibilisek a szabványos könyvtári funkciókkal; ilyen esetekben gyakran használnak kódolás-tudatos karakterlánc-függvényeket.

#### Könyvtári függvények
Az állandó és változó karakterláncok a standard függvénykönyvtár használata nélkül is manipulálhatók. A könyvtár azonban számos hasznos funkciót tartalmaz a null-végződésű karakterláncok kezeléséhez.

### Struktúrák és uniók

#### Struktúrák
A C-beli struktúrák és uniók olyan adattárolókként vannak definiálva, amelyek különböző típusú elnevezett tagok sorozatából állnak. Hasonlóak a más programozási nyelvek rekordjaihoz. A struktúra tagjai a memóriában egymást követő helyeken tárolódnak, bár a fordító számára megengedett, hogy kitöltést szúrjon be a tagok közé vagy mögé (de nem az első tag elé) a hatékonyság vagy a cél architektúra általi megfelelő igazításhoz szükséges kitöltésként. Egy struktúra mérete megegyezik a tagok méretének összegével, plusz a kitöltés méretével.

#### Uniók
A C-beli uniók struktúrákhoz kapcsolódnak, és olyan objektumokként vannak meghatározva, amelyek (különböző időpontokban) különböző típusú és méretű objektumokat tartalmazhatnak. Hasonlóak más programozási nyelvek változatos rekordjaihoz. A struktúrákkal ellentétben az unió összetevői mind ugyanarra a helyre utalnak a memóriában. Ily módon az egyesülések különböző időpontokban használhatók különböző típusú objektumok tárolására anélkül, hogy minden új típushoz külön objektumot kellene létrehozni. Egy unió mérete megegyezik a legnagyobb komponens típusának méretével.

#### Deklaráció
A struktúrák a struct kulcsszóval, az uniók pedig az union kulcsszóval kerülnek deklarálásra. A specifikáló kulcsszót egy opcionális azonosító név követi, amely a szerkezet vagy az unió formájának azonosítására szolgál. Az azonosítót a struktúra vagy az unió törzsének deklarációja követi: a tagok deklarációinak listája, amely kapcsos zárójelben található, és minden deklarációt pontosvessző zár le. Végül a deklarációt az azonosító nevek opcionális listája zárja, amelyek a struktúra vagy az unió példányaiként vannak deklarálva.
Például a következő utasítás deklarál egy s nevű struktúrát, amely három tagot tartalmaz; a tee néven ismert struktúra egy példányát is deklarálja:
```
struct
 
s
 
{

    
int
   
x
;

    
float
 
y
;

    
char
  
*
z
;

}
 
tee
;

```

A következő utasítás pedig deklarál egy u nevű hasonló uniót és egy n nevű példányt:
```
union
 
u
 
{

    
int
   
x
;

    
float
 
y
;

    
char
  
*
z
;

}
 
n
;

```

A struktúrák és uniók tagjai nem rendelkezhetnek hiányos vagy funkció típussal. Így a tagok nem lehetnek a deklarált struktúra vagy unió példányai (mivel ezen a ponton nem teljes), hanem mutathatnak a deklarált típusra.
Miután egy struktúra vagy union testet deklaráltunk és nevet adtunk neki, új adattípusnak tekinthetjük a struct vagy union specifikátor és a név használatával. Például a következő utasítás a fenti struktúra deklarációval az s struktúra egy új példányát deklarálja r néven:
```
struct
 
s
 
r
;

```

Az is gyakori, hogy a typedef specifikációt használjuk, hogy kiküszöböljük a struct vagy union kulcsszó használatát a struktúrára való későbbi hivatkozásoknál. A struktúra törzse utáni első azonosító lesz a struktúratípus új neve (a struktúrapéldányok ebben az összefüggésben nem deklarálhatók). Például a következő utasítás egy új, s_type néven ismert típust deklarál, amely tartalmazni fog valamilyen struktúrát:
```
typedef
 
struct
 
{...}
 
s_type
;

```

A jövőbeli utasítások ezután az s_type specifikációt használhatják (a kibővített struct ... specifikáló helyett) a struktúrára való hivatkozáshoz.

#### Hozzáférés a tagokhoz
A tagok elérése egy struktúra vagy unió példányának nevével, egy ponttal (.) és a tag nevével történik. Például a tee fenti deklarációja alapján az y (float típusú) tagot a következő szintaxissal érhetjük el:
```
tee
.
y

```

A struktúrákhoz általában mutatókon keresztül lehet hozzáférni. Tekintsük a következő példát, amely egy ptr_to_tee néven ismert mutatót definiál a tee-re:
```
struct
 
s
 
*
ptr_to_tee
 
=
 
&
tee
;

```

A tee y tagja ezután a ptr_to_tee dereferenciájával és az eredmény bal oldali operandusként való használatával érhető el:
```
(
*
ptr_to_tee
).
y

```

Ami megegyezik a fenti egyszerűbb tee.y-val, amennyiben a ptr_to_tee a tee-re mutat. Az operátorok elsőbbsége miatt (a "." magasabb, mint a "*"), a rövidebb *ptr_to_tee.y nem megfelelő erre a célra, ehelyett *(ptr_to_tee.y)-ként lesz elemezve, és ezért van szükség a zárójelekre. Mivel ez a művelet általános, a C egy rövidített szintaxist biztosít a tagok közvetlen mutatóból való eléréséhez. Ezzel a szintaxissal a példány nevét a mutató nevével, a pontot pedig a -> karaktersorozattal helyettesítjük. Így az y elérésének következő módja megegyezik az előző kettővel:
```
ptr_to_tee
->
y

```

Az uniók tagjait ugyanígy lehet elérni.
Ez láncolható; például egy láncolt listában hivatkozhatunk az n->next->next-re a második következő csomópontra (feltételezve, hogy az n->next nem null).

#### Értékadás
A struktúrák és uniók egyes tagjaihoz értékek hozzárendelése szintaktikailag megegyezik bármely más objektum értékének hozzárendelésével. Az egyetlen különbség az, hogy a hozzárendelés balértéke a tag neve, ahogyan azt a fent említett szintaxissal érjük el.
Egy struktúra egységként is hozzárendelhető egy másik, azonos típusú struktúrához. A struktúrák (és a struktúrákra mutató mutatók) függvényparaméterként és visszatérési típusként is használhatók.
Például a következő utasítás a fenti tee struktúra x nevű tagjához a 74-es értéket (a 't' betű ASCII kódpontját) rendeli hozzá:
```
tee
.
x
 
=
 
74
;

```

Ugyanez a feladat a ptr_to_tee használatával a tee helyett így nézne ki:
```
ptr_to_tee
->
x
 
=
 
74
;

```

Az unió elemeinek értékadása azonos.

#### Egyéb műveletek
A C szabvány szerint egy struktúrán csak a másolás, az egységként való hozzárendelés (vagy inicializálás), a címének felvétele a address-of (&) unáris operátorral és a tagok elérése végezhető el. Az uniókra ugyanezek a korlátozások vonatkoznak. Az egyik implicit módon tiltott művelet az összehasonlítás: a struktúrákat és unionokat nem lehet összehasonlítani a C szabványos összehasonlítási lehetőségeivel (==, >, < stb.).

#### Bit mezők
A C egy speciális típusú tagot is biztosít, amelyet bitmező nevezünk, amely egy explicit módon meghatározott számú bittel rendelkező egész szám. A bitmezőt int, signed int, unsigned int, vagy _Bool típusú struktúra (vagy unió) tagként deklarálják, a tag nevét kettősponttal (:) követve, és a bitek számát, amelyeket el kell foglalnia. Egyetlen bitmezőben a bitek száma nem haladhatja meg a deklarált típusban lévő bitek számát (ez azonban megengedett a C++-ban, ahol a plusz biteket kitöltésre használják).
A szokásos C szintaktikai szabályok alóli különleges kivételként implementáció határozza meg, hogy az int típusként deklarált bitmező anélkül, hogy megadná, előjeles, vagy előjel nélküli. Ezért a hordozhatóság érdekében ajánlatos kifejezetten megadni a signed vagy unsigned elemeket minden struktúra tagon.
A névtelen mezők is megengedettek, amelyek egy kettőspontból és több bitből állnak; ezek a párnázást jelzik. A névtelen mező nulla szélességének megadása az új szóhoz való igazítás kényszerítésére szolgál. Mivel az unió minden tagja ugyanazt a memóriát foglalja el, a nulla szélességű névtelen bitmezők semmit sem tesznek az uniókban, azonban a nem nulla szélességű bitmezők megváltoztathatják az unió méretét, mivel el kell férniük benne.
A bitmezők tagjai nem rendelkeznek címmel, ezért nem használhatók a cím (&) unáris operátorral. A sizeof operátor nem alkalmazható bitmezőkre.
A következő deklaráció deklarál egy f nevű új struktúratípust és egy példányát, amely g néven ismert. A megjegyzések leírást adnak az egyes tagokról:
```
struct
 
f
 
{

    
unsigned
 
int
  
flag
 
:
 
1
;
  
/* a bit flag: can either be on (1) or off (0) */

    
signed
 
int
    
num
  
:
 
4
;
  
/* a signed 4-bit field; range -7...7 or -8...7 */

    
signed
 
int
         
:
 
3
;
  
/* 3 bits of padding to round out to 8 bits */

}
 
g
;

```

### Inicializálás
Az alapértelmezett inicializálás a fent leírt tárolási osztály-specifikációtól függ.
A nyelv nyelvtana miatt egy skalár inicializálót tetszőleges számú kapcsos zárójeles párba lehet zárni. A legtöbb fordító azonban figyelmeztetést ad ki, ha egynél több ilyen pár van.
```
int
 
x
 
=
 
12
;

int
 
y
 
=
 
{
 
23
 
};
     
//Legal, no warning

int
 
z
 
=
 
{
 
{
 
34
 
}
 
};
 
//Legal, expect a warning

```

A struktúrák, uniók és tömbök deklarációikban inicializálhatók inicializáló lista segítségével. Hacsak nem használunk jelölőket, az inicializáló komponensei a definiálásuk és tárolásuk sorrendjében felelnek meg az elemeknek, így minden előző értéket meg kell adni egy adott elem értéke előtt. A nem meghatározott elemek nullára vannak állítva (kivéve az uniókat). Túl sok inicializálási érték említése hibát eredményez.
A következő utasítás inicializálja az s struktúra egy új példányát, pi néven:
```
struct
 
s
 
{

    
int
   
x
;

    
float
 
y
;

    
char
  
*
z
;

};

struct
 
s
 
pi
 
=
 
{
 
3
,
 
3.1415
,
 
"Pi"
 
};

```

#### Kijelölt inicializálók
A kijelölt inicializálók lehetővé teszik a tagok név szerinti inicializálását, tetszőleges sorrendben, anélkül, hogy kifejezetten megadnák az előző értékeket. A következő inicializálás megegyezik az előzővel:
```
struct
 
s
 
pi
 
=
 
{
 
.
z
 
=
 
"Pi"
,
 
.
x
 
=
 
3
,
 
.
y
 
=
 
3.1415
 
};

```

A jelölő használata egy inicializálóban elmozdítja az inicializáló „kurzort”. Az alábbi példában, ha a MAX nagyobb, mint 10, akkor néhány nulla értékű elem lesz az a közepén; ha kisebb, mint 10, akkor az első öt inicializátor által megadott értékek közül néhányat a második öt felülír (ha a MAX kisebb, mint 5, akkor fordítási hiba lép fel):
```
int
 
a
[
MAX
]
 
=
 
{
 
1
,
 
3
,
 
5
,
 
7
,
 
9
,
 
[
MAX
-5
]
 
=
 
8
,
 
6
,
 
4
,
 
2
,
 
0
 
};

```

A C89-ben az uniót az első tagjára alkalmazott egyetlen értékkel inicializálták. Vagyis a fent definiált u uniónak csak az int x tagját lehetett inicializálni:
```
union
 
u
 
value
 
=
 
{
 
3
 
};

```

Kijelölt inicializáló használatával az inicializálandó tagnak nem kell az első tagnak lennie:
```
union
 
u
 
value
 
=
 
{
 
.
y
 
=
 
3.1415
 
};

```

Ha egy tömb mérete ismeretlen (azaz a tömb hiányos típusú volt), az inicializálók száma határozza meg a tömb méretét, és a típusa teljessé válik:
```
int
 
x
[]
 
=
 
{
 
0
,
 
1
,
 
2
 
}
 
;

```

Összetett jelölők használhatók explicit inicializálás biztosítására, ha a díszítetlen inicializáló listák félreérthetők. Az alábbi példában w struktúrák tömbjeként van deklarálva, minden struktúra egy a tagból (egy 3 int-ből álló tömb) és egy b tagból (egy int) áll. Az inicializáló a w méretét 2-re állítja, és beállítja minden a elem első elemének értékét:
```
struct
 
{
 
int
 
a
[
3
],
 
b
;
 
}
 
w
[]
 
=
 
{
 
[
0
].
a
 
=
 
{
1
},
 
[
1
].
a
[
0
]
 
=
 
2
 
};

```

Ez egyenértékű a következővel:
```
struct
 
{
 
int
 
a
[
3
],
 
b
;
 
}
 
w
[]
 
=

{

   
{
 
{
 
1
,
 
0
,
 
0
 
},
 
0
 
},

   
{
 
{
 
2
,
 
0
,
 
0
 
},
 
0
 
}
 

};

```

A C szabványban nincs mód az inicializátor ismétlésének megadására.

#### Összetett literálok
Az inicializálási módszert kölcsönözhetjük az összetett struktúrák és tömbi literálok létrehozásához:
```
// pointer created from array literal.

int
 
*
ptr
 
=
 
(
int
[]){
 
10
,
 
20
,
 
30
,
 
40
 
};

// pointer to array.

float
 
(
*
foo
)[
3
]
 
=
 
&
(
float
[]){
 
0.5f
,
 
1.f
,
 
-0.5f
 
};

struct
 
s
 
pi
 
=
 
(
struct
 
s
){
 
3
,
 
3.1415
,
 
"Pi"
 
};

```

Az összetett literálokat gyakran kombinálják kijelölt inicializátorokkal, hogy a deklarációt olvashatóbbá tegyék:
```
pi
 
=
 
(
struct
 
s
){
 
.
z
 
=
 
"Pi"
,
 
.
x
 
=
 
3
,
 
.
y
 
=
 
3.1415
 
};

```

## Vezérlőszerkezetek
A C egy szabad formájú nyelv.
A zárójelek stílusa programozóról programozóra változik, és vita tárgyát képezheti. További részletekért lásd a Behúzási stílus című fejezetet.

### Összetett utasítások
Az ebben a szakaszban található tételekben bármely <utasítás> helyettesíthető összetett utasítással. Az összetett állítások a következő formájúak:
```
{

    
<
optional
-
declaration
-
list
>

    
<
optional
-
statement
-
list
>

}

```

és egy függvény törzseként használhatók, vagy bárhol, ahol egyetlen utasításra van szükség. A deklarációs lista deklarálja az adott hatókörben használandó változókat, az utasításlista pedig a végrehajtandó műveleteket. A zárójelek saját hatókörüket határozzák meg, és a zárójelben definiált változók automatikusan feloldódnak a záró zárójelben. A deklarációk és utasítások szabadon keverhetők egy összetett utasításon belül (mint a C++-ban).

### Feltételes utasítások
A C-nek kétféle feltételes utasítása van: az if és a switch utasítás.
Az if utasítás a következő formában van:
```
if
 
(
<
expression
>
)

    
<
statement1
>

else

    
<
statement2
>

```

Az if utasításban, ha a zárójelben lévő <kifejezés> értéke nem nulla (igaz), a vezérlés átmegy az <utasítás1>-re. Ha az else záradék jelen van, és a <kifejezés> értéke nulla (hamis), a vezérlés az <utasítás2>-ra kerül. Az else <utasítás2> rész nem kötelező, és ha hiányzik, a hamis <kifejezés> egyszerűen az <utasítás1> átugrását eredményezi. Egy else mindig a legközelebbi előző párosítatlan if-hez tartozik; zárójelek használhatók ennek felülbírálására, ha szükséges, vagy az egyértelműség kedvéért.
A switch utasítás hatására a vezérlés több utasítás egyikére kerül átadásra, egy kifejezés értékétől függően, amelynek egész típusúnak kell lennie. A switch által vezérelt alárendelés jellemzően összetett. A helyettesítő utasításon belül bármelyik utasítás egy vagy több case címkével jelölhető, amelyek a case kulcsszóból állnak, amelyet egy konstans kifejezés, majd egy kettőspont (:) követ. A szintaxis a következő:
```
switch
 
(
<
expression
>
)

{

    
case
 
<
label1
>
 
:

        
<
statements
 
1
>

    
case
 
<
label2
>
 
:

        
<
statements
 
2
>

        
break
;

    
default
 
:

        
<
statements
 
3
>

}

```

Egy case-hez tartozó két esetállandónak nem lehet ugyanaz az értéke. Egy switch-hez legfeljebb egy default címke tartozhat. Ha egyik case-címke sem egyenlő a switch-et követő zárójelben lévő kifejezéssel, a vezérlés a default címkére megy át, vagy ha nincs default címke, a végrehajtás a teljes konstrukción túl folytatódik.
A kapcsolók egymásba ágyazhatók; egy case vagy default címke az azt tartalmazó legbelső switch-hez kapcsolódik. A switch utasítások „áteshetnek”, azaz amikor egy case szakasz befejezte a végrehajtását, az utasítások tovább folytatódnak lefelé, amíg egy break; utasítással nem találkoznak. Az áthaladás bizonyos körülmények között hasznos, de általában nem kívánatos. Az előző példában a <label2> elérése esetén a <statements 2> utasítások kerülnek végrehajtásra, és semmi több a zárójeleken belül. Ha azonban eléri a <label1> elemet, akkor a <statements 1> és a <statements 2> is végrehajtásra kerül, mivel nincs break a két case utasítás elválasztására.
Lehetséges, bár szokatlan, a switch címkéket beilleszteni más vezérlőszerkezetek alblokkjaiba. Erre példa Duff eszköze és Simon Tatham coroutine implementációja a PuTTY-ban.

### Iterációs utasítások
A C-nek háromféle ismétlő utasítása van:
```
do

    
<
statement
>

while
 
(
 
<
expression
>
 
)
 
;

while
 
(
 
<
expression
>
 
)

    
<
statement
>

for
 
(
 
<
expression
>
 
;
 
<
expression
>
 
;
 
<
expression
>
 
)

    
<
statement
>

```

A while és do utasításokban a részutasítás ismétlődően végrehajtódik mindaddig, amíg a kifejezés (expression) értéke nem nulla (igaznak felel meg). A while esetén a tesztelés, beleértve az <expression> összes mellékhatását, minden egyes iteráció (a <statement> végrehajtása) előtt történik; a do esetén a tesztelés minden egyes iteráció után megtörténik. Így a do utasítás mindig legalább egyszer végrehajtja a rész-utasítást, míg a while egyáltalán nem hajtja végre a rész-utasítást.
Az utasítás:
```
for
 
(
e1
;
 
e2
;
 
e3
)

    
s
;

```

egyenértékű ezzel:
```
e1
;

while
 
(
e2
)

{

    
s
;

cont
:

    
e3
;

}

```

kivéve a continue; utasítás viselkedését (amely a for ciklusban e2) helyett e3)-ra ugrik). Ha e2) üres, akkor azt 1-gyel kell helyettesíteni.
A for ciklus három kifejezése közül bármelyik elhagyható. A hiányzó második kifejezés a while tesztet mindig nullától eltérővé teszi, ami potenciálisan végtelen ciklust hoz létre.
A C99 óta az első kifejezés egy deklaráció formáját öltheti, amely általában tartalmaz egy inicializálót, például:
```
for
 
(
int
 
i
 
=
 
0
;
 
i
 
<
 
limit
;
 
++
i
)
 
{

    
// ...

}

```

A deklaráció hatóköre a for ciklus terjedelmére korlátozódik.

### Ugró utasítás
Az ugróutasítások feltétel nélkül átadják a vezérlést. A C-ben négyféle ugró utasítás létezik: goto, continue, break és return.
A goto utasítás így néz ki:
```
goto
 
<
identifier
>
 
;

```

Az azonosítónak egy címkének kell lennie (amit kettőspont követ), amely az aktuális függvényben található. A vezérlés átkerül a címkézett utasításra.
A continue utasítás csak egy iterációs utasításon belül jelenhet meg, és a vezérlést a legbelső iterációs utasítás ciklus folytatására szolgáló részéhez továbbítja. Vagyis minden egyes utasításon belül
```
while
 
(
expression
)

{

    
/* ... */

    
cont
:
 
;

}

do

{

    
/* ... */

    
cont
:
 
;

}
 
while
 
(
expression
);

for
 
(
expr1
;
 
expr2
;
 
expr3
)
 
{

     
/* ... */

     
cont
:
 
;

}

```

a beágyazott iterációs utasításban nem szereplő continue ugyanaz, mint a goto cont.
A break utasítás a for ciklus, a while ciklus, a do ciklus vagy a switch utasítás befejezésére szolgál. A vezérlés a megszakított utasítást követő utasításhoz kerül.
Egy függvény visszatér a hívójához a return utasítással. Ha a return után egy kifejezés következik, az érték a függvény értékeként kerül visszaadásra a hívónak. A függvény végével való találkozás egyenértékű kifejezés nélküli visszatéréssel. Ebben az esetben, ha a függvény értéket ad vissza, és a hívó megpróbálja használni a visszaadott értéket, az eredmény definiálatlan.

#### Címke címének tárolása
A GCC kiterjeszti a C nyelvet egy unáris && operátorral, amely egy címke címét adja vissza. Ez a cím egy void* változótípusban tárolható, és később egy goto utasításban használható. A következő például egy végtelen ciklusban kiírja a "hi " szót:
```
    
void
 
*
ptr
 
=
 
&&
J1
;

J1
:
 
printf
(
"hi "
);

    
goto
 
*
ptr
;

```

Ez a funkció használható ugrótábla megvalósítására.

## Függvények

### Szintaxis
A C függvénydefiníció egy visszatérési típusból (void, ha nem ad vissza értéket), egy egyedi névből, egy zárójelben lévő paraméterlistából és különféle utasításokból áll:
```
<
return
-
type
>
 
functionName
(
 
<
parameter
-
list
>
 
)

{

    
<
statements
>

    
return
 
<
expression
 
of
 
type
 
return
-
type
>
;

}

```

A nem-void típusú függvénynek tartalmaznia kell legalább egy return utasítást. A paramétereket a <parameter-list>, a paraméterdeklarációk vesszővel elválasztott listája adja meg, a lista minden eleme egy adattípus, amelyet egy azonosító követ: <data-type> <variable-identifier>, <data-type> <variable-identifier>, ....
A visszatérési típus nem lehet tömbtípus vagy függvénytípus.
```
int
 
f
()[
3
];
    
// Error: function returning an array

int
 
(
*
g
())[
3
];
 
// OK: function returning a pointer to an array.

void
 
h
()();
    
// Error: function returning a function

void
 
(
*
k
())();
 
// OK: function returning a function pointer

```

Ha nincsenek paraméterek, a <parameter-list> üresen hagyható, vagy opcionálisan egyetlen void szóval is megadható.
Lehetőség van arra, hogy egy függvényt úgy definiáljunk, hogy változó számú paramétert vesz fel, ha az utolsó paraméterként a ... kulcsszót adjuk meg az adattípus és a változó azonosítója helyett. Egy gyakran használt függvény, amely ezt teszi, a szabványos könyvtár printf függvénye, amelynek deklarációja a következő:
```
int
 
printf
 
(
const
 
char
*
,
 
...);

```

Ezeket a paramétereket a szabványos <stdarg.h> könyvtárfejlécben található rutinok segítségével lehet manipulálni.

#### Függvénymutatók
Egy függvényre mutató mutató a következőképpen deklarálható:
```
<
return
-
type
>
 
(
*<
function
-
name
>
)(
<
parameter
-
list
>
);

```

A következő program egy függvénymutató használatát mutatja be az összeadás és a kivonás közötti választáshoz:
```
#include
 
<stdio.h>

int
 
(
*
operation
)(
int
 
x
,
 
int
 
y
);

int
 
add
(
int
 
x
,
 
int
 
y
)

{

    
return
 
x
 
+
 
y
;

}

int
 
subtract
(
int
 
x
,
 
int
 
y
)

{

    
return
 
x
 
-
 
y
;

}

int
 
main
(
int
 
argc
,
 
char
*
 
args
[])

{

   
int
  
foo
 
=
 
1
,
 
bar
 
=
 
1
;

   
operation
 
=
 
add
;

   
printf
(
"%d + %d = %d
\n
"
,
 
foo
,
 
bar
,
 
operation
(
foo
,
 
bar
));

   
operation
 
=
 
subtract
;

   
printf
(
"%d - %d = %d
\n
"
,
 
foo
,
 
bar
,
 
operation
(
foo
,
 
bar
));

   
return
 
0
;

}

```

### Globális struktúra
Az előfeldolgozás után a legmagasabb szinten egy C program deklarációk sorozatából áll a fájl hatókörében. Ezek több különálló forrásfájlra particionálhatók, amelyek külön-külön is lefordíthatók; az eredményül kapott objektummodulokat ezután összekapcsolják a megvalósítás által biztosított futásidejű támogatási modulokkal, hogy végrehajtható lemezképet hozzanak létre.
A deklarációk függvényeket, változókat és típusokat mutatnak be. A C függvények rokonok a Fortran szubrutinjaival vagy a Pascal eljárásaival.
A definíció a deklaráció egy speciális típusa. A változó definíciója a tárolást határozza meg és esetleg inicializálja, a függvény definíciója pedig annak törzsét adja meg.
A C olyan implementációját, amely az összes szabványos könyvtári funkciót biztosítja, hosztolt megvalósításnak nevezzük. A hosztolt implementációkhoz írt programoknak meg kell határozniuk egy main nevű speciális függvényt, amely az első meghívott függvény, amikor a program végrehajtása megkezdődik.
A hosztolt implementációk a main függvény meghívásával indítják el a program végrehajtását, amelyet ezen prototípusok valamelyike után kell definiálni (különböző paraméternevek használata vagy a típusok eltérő írása megengedett):
```
int
 
main
()
 
{...}

int
 
main
(
void
)
 
{...}

int
 
main
(
int
 
argc
,
 
char
 
*
argv
[])
 
{...}

int
 
main
(
int
 
argc
,
 
char
 
**
argv
)
 
{...}
 
// char *argv[] and char **argv have the same type as function parameters

```

Az első két definíció egyenértékű (és mindkettő kompatibilis a C++-szal). Valószínűleg egyéni preferenciákon múlik, hogy melyiket használjuk (a jelenlegi C szabvány két példát tartalmaz a main()-ra és kettőt a main(void)-ra, de a C++ szabványtervezet a main-t használja). A main visszatérési értéke (amelynek int-nek kell lennie) a gazdakörnyezetnek visszaadott befejezési állapotként szolgál.
A C szabvány 0 és EXIT_SUCCESS visszatérési értékeket definiál sikerként, az EXIT_FAILURE pedig sikertelenséget jelent. (Az EXIT_SUCCESS és EXIT_FAILURE a <stdlib.h>-ban vannak definiálva). A többi visszatérési értéknek implementáció által meghatározott jelentése van; Például Linux alatt egy signal által megállított program a jel számértéke plusz 128 visszatérési kódot ad.
Egy minimális helyes C program egy üres main rutinból áll, nem vesz fel argumentumokat és nem csinál semmit:
```
int
 
main
(
void
){}

```

Mivel nincs return utasítás, a main 0-t ad vissza kilépéskor. (Ez egy speciális eset, amelyet a C99-ben vezettek be, és csak a main-ra vonatkozik.)
A fő funkció általában más funkciókat hív meg, hogy segítse munkáját.
Egyes megvalósítások nem kerülnek tárolásra, általában azért, mert nem operációs rendszerrel való használatra készültek. Az ilyen megvalósításokat a C szabvány szabadonállónak (free-standing) nevezi. Egy szabadon álló megvalósítás szabadon meghatározhatja, hogyan kezeli a program indítását; különösen nem kell megkövetelnie, hogy a program definiáljon egy main függvényt.
A függvényeket a programozó írhatja, vagy a meglévő könyvtárak biztosíthatják. Az utóbbiak interfészeit általában fejlécfájlok bevonásával deklaráljuk — #include preprocesszor direktívával —, és a könyvtári objektumokat a végleges futtatható fájlba linkeljük. Bizonyos könyvtári függvényeket, például a printf-et, a C szabvány definiálja; ezeket szabványos könyvtári függvényeknek nevezzük.
Egy függvény visszaadhat egy értéket a hívónak (általában egy másik C függvénynek, vagy a main függvény fogadó környezetének). A fent említett printf függvény visszaadja a kinyomtatott karakterek számát, de ezt az értéket gyakran figyelmen kívül hagyják.

### Paraméter átadás
A C nyelvben az argumentumokat érték alapján adják át a függvényeknek, míg más nyelvek a változókat hivatkozással adhatják át. Ez azt jelenti, hogy a fogadó függvény másolatokat kap az értékekről, és nincs közvetlen módja az eredeti változók megváltoztatására. Ahhoz, hogy egy függvény megváltoztasson egy másik függvényből átadott változót, a hívónak át kell adnia a címét (a változóra mutató pointert), amelyre azután a fogadó függvényben hivatkozni lehet. További információért lásd: Mutatók.
```
void
 
incInt
(
int
 
*
y
)

{

    
(
*
y
)
++
;
  
// Increase the value of 'x', in 'main' below, by one

}

int
 
main
(
void
)

{

    
int
 
x
 
=
 
0
;

    
incInt
(
&
x
);
  
// pass a reference to the var 'x'

    
return
 
0
;

}

```

A scanf függvény ugyanúgy működik:
```
int
 
x
;

scanf
(
"%d"
,
 
&
x
);

```

Ahhoz, hogy szerkeszthető mutatót adjunk át egy függvénynek (például egy lefoglalt tömb visszaadásához a hívó kódnak), át kell adnunk egy mutatót a mutatóra: a címét.
```
#include
 
<stdio.h>

#include
 
<stdlib.h>

void
 
allocate_array
(
int
 
**
 
const
 
a_p
,
 
const
 
int
 
A
)
 
{

/* 

 allocate array of A ints

 assigning to *a_p alters the 'a' in main()

*/

    
*
a_p
 
=
 
malloc
(
sizeof
(
int
)
 
*
 
A
);
 

}

int
 
main
(
void
)
 
{

    
int
 
*
 
a
;
 
/* create a pointer to one or more ints, this will be the array */

 
/* pass the address of 'a' */

    
allocate_array
(
&
a
,
 
42
);

/* 'a' is now an array of length 42 and can be manipulated and freed here */

    
free
(
a
);

    
return
 
0
;

}

```

Az int **a_p paraméter egy int mutatóra mutató mutató, amely ebben az esetben a main függvényben meghatározott p mutató címe.

#### Tömbparaméterek
A tömb típusú függvényparaméterek első pillantásra kivételnek tűnhetnek a C értékenkénti átadás szabálya alól. A következő program 2-t fog kiírni, nem pedig 1-et:
```
#include
 
<stdio.h>

void
 
setArray
(
int
 
array
[],
 
int
 
index
,
 
int
 
value
)

{

    
array
[
index
]
 
=
 
value
;

}

int
 
main
(
void
)

{

    
int
 
a
[
1
]
 
=
 
{
1
};

    
setArray
(
a
,
 
0
,
 
2
);

    
printf
 
(
"a[0]=%d
\n
"
,
 
a
[
0
]);

    
return
 
0
;

}

```

Ennek a viselkedésnek azonban más oka is van. Valójában egy tömbtípussal deklarált függvényparamétert úgy kezelünk, mint egy mutatónak deklaráltat. Vagyis a setArray előző deklarációja egyenértékű a következővel:
```
void
 
setArray
(
int
 
*
array
,
 
int
 
index
,
 
int
 
value
)

```

Ugyanakkor a tömbök kifejezésekben való használatára vonatkozó C szabályok miatt a setArray hívásban az a értékét az a tömb első elemére mutató mutatóvá kell alakítani. Így valójában ez még mindig a pass-by-value példája, azzal a megkötéssel, hogy a tömb első elemének címét adjuk át értékként, nem pedig a tömb tartalmát.
A C99 óta a programozó a static kulcsszóval megadhatja, hogy egy függvény egy bizonyos méretű tömböt vegyen fel. A void setArray(int array[static 4], int index, int value) függvényben az első paraméternek egy legalább 4 hosszúságú tömb első elemére mutató mutatónak kell lennie. Lehetőség van arra is, hogy a tömböt átalakító mutató típusához a zárójelek közé helyezve minősítő jegyeket (const, volatile és restrict) adjunk hozzá.
A C99 óta a programozó megadhatja, hogy egy függvény egy bizonyos méretű tömböt vegyen fel a static kulcsszó használatával. A void setArray(int array[static 4], int index, int érték) esetén az első paraméternek egy legalább 4 hosszúságú tömb első elemére mutató mutatónak kell lennie. Lehetőség van arra is, hogy minősítőket (const, volatile és rest) adjunk a mutatótípushoz, amelyre a tömb konvertálódik, ha azokat a zárójelek közé helyezi.

### Anonymous függvények
Az anonim funkciót a szabványos C programozási nyelv nem támogatja, de néhány C dialektus, például a GCC és a Clang támogatja.

#### GCC
A GNU Compiler Collection (GCC) támogatja az anonim függvényeket, vegyesen a beágyazott függvényekkel és és utasításkifejezésekkel. Ennek a következő formája van:
```
(
 
{
 
return_type
 
anonymous_functions_name
 
(
parameters
)
 
{
 
function_body
 
}
 
anonymous_functions_name
;
 
}
 
)

```

A következő példa csak a GCC-vel működik. A makrók kibontásának módja miatt az l_body nem tartalmazhat vesszőt a zárójelen kívül; A GCC a vesszőt a makróargumentumok határolójaként kezeli. Az l_ret_type argumentum eltávolítható, ha a __typeof__ elérhető; az alábbi példában a __typeof__ használata a tömbön a testtype *-ot adná vissza, amelyre szükség esetén a tényleges értékre hivatkozhatunk.
```
#include
 
<stdio.h>

//* this is the definition of the anonymous function */

#define lambda(l_ret_type, l_arguments, l_body)        \

  ({                                                   \

   l_ret_type l_anonymous_functions_name l_arguments   \

   l_body                                              \

   &l_anonymous_functions_name;                        \

   })

#define forEachInArray(fe_arrType, fe_arr, fe_fn_body)                                    \

{                                                                                         \

  int i=0;                                                                                \

  for(;i<sizeof(fe_arr)/sizeof(fe_arrType);i++) {  fe_arr[i] = fe_fn_body(&fe_arr[i]); }  \

}

typedef
 
struct

{

  
int
 
a
;

  
int
 
b
;

}
 
testtype
;

void
 
printout
(
const
 
testtype
 
*
 
array
)

{

  
int
 
i
;

  
for
 
(
 
i
 
=
 
0
;
 
i
 
<
 
3
;
 
++
 
i
 
)

    
printf
(
"%d %d
\n
"
,
 
array
[
i
].
a
,
 
array
[
i
].
b
);

  
printf
(
"
\n
"
);

}

int
 
main
(
void
)

{

  
testtype
 
array
[]
 
=
 
{
 
{
0
,
1
},
 
{
2
,
3
},
 
{
4
,
5
}
 
};

  
printout
(
array
);

  
/* the anonymous function is given as function for the foreach */

  
forEachInArray
(
testtype
,
 
array
,

    
lambda
 
(
testtype
,
 
(
void
 
*
item
),

    
{

      
int
 
temp
 
=
 
(
*
(
 
testtype
 
*
)
 
item
).
a
;

      
(
*
(
 
testtype
 
*
)
 
item
).
a
 
=
 
(
*
(
 
testtype
 
*
)
 
item
).
b
;

      
(
*
(
 
testtype
 
*
)
 
item
).
b
 
=
 
temp
;

      
return
 
(
*
(
 
testtype
 
*
)
 
item
);

    
}));

  
printout
(
array
);

  
return
 
0
;

}

```

#### Clang(C,C++,Objective-C, Objective-C++)
A Clang támogatja az anonim függvényeket, úgynevezett blokkokat, amelyek a következő formájúak:
```
^
return_type
 
(
 
parameters
 
)
 
{
 
function_body
 
}

```

A fenti blokkok típusa return_type (^)(parameters).
A fent említett blokk bővítmény és a Grand Central Dispatch (libdispatch) használatával a kód egyszerűbbnek tűnhet:
```
#include
 
<stdio.h>

#include
 
<dispatch/dispatch.h>

int
 
main
(
void
)
 
{

  
void
 
(
^
count_loop
)()
 
=
 
^
{

    
for
 
(
int
 
i
 
=
 
0
;
 
i
 
<
 
100
;
 
i
++
)

      
printf
(
"%d
\n
"
,
 
i
);

    
printf
(
"ah ah ah
\n
"
);

  
};

/* Pass as a parameter to another function */

  
dispatch_async
(
dispatch_get_global_queue
(
DISPATCH_QUEUE_PRIORITY_DEFAULT
,
 
0
),
 
count_loop
);

/* Invoke directly */

  
count_loop
();

  
return
 
0
;

}

```

A blokkokat tartalmazó kódot az -fblocks opcióval kell lefordítani, és a -lBlocksRuntime használatával kell linkelni.

## Egyebek

### Meghatározatlan viselkedés
A C szabvány egyik aspektusa (nem egyedi a C-re), hogy bizonyos kódok viselkedését "undefined"-nek mondják. A gyakorlatban ez azt jelenti, hogy az ebből a kódból előállított program bármire képes, a programozó szándéka szerinti működéstől egészen a minden futáskor összeomlásig.
Például a következő kód definiálatlan viselkedést produkál, mivel a b változó többször módosul anélkül, hogy közbeiktatott sorrendi pont lenne:
```
#include
 
<stdio.h>

int
 
main
(
void
)

{

    
int
 
b
 
=
 
1
;

    
int
 
a
 
=
 
b
++
 
+
 
b
++
;

    
printf
(
"%d
\n
"
,
 
a
);

}

```

Mivel a "b++ + b++"-ban a b módosításai között nincs szekvenciapont, lehetséges, hogy a kiértékelési lépéseket több sorrendben is végrehajthatjuk, ami kétértelmű állítást eredményez. Ez javítható például a kód átírásával, hogy a sorrendi pont beillesztésével kikényszerítsük az egyértelmű viselkedést:
```
a
 
=
 
b
++
;

a
 
+=
 
b
++
;

```

### Attribútumok
A C23-ban hozzáadott és a C++11-ből származó C támogatja az attribútumleíró szekvenciákat. Az attribútumok bármely olyan szimbólumra alkalmazhatók, amely támogatja őket, beleértve a függvényeket és a változókat is, és a fordítóprogram minden attribútummal jelölt szimbólumot szükség szerint kezel. Ezek hasonlónak tekinthetők a Java annotációkhoz, amelyek további információkat nyújtanak a fordítóprogramnak, azonban abban különböznek, hogy a C nyelvben az attribútumok nem metaadatok, amelyekhez reflexió segítségével lehet hozzáférni. Továbbá a C-ben nem lehet egyéni attribútumokat létrehozni, ellentétben a Javával, ahol a szabványos annotációk mellett egyéni annotációkat is definiálhatunk. A C-nek azonban vannak implementáció-/gyártóspecifikus attribútumai, amelyek nem szabványosak. Ezekhez jellemzően egy névtér tartozik. Például a GCC és a Clang attribútumokkal rendelkezik a gnu:: névtér alatt, és ezek az attribútumok mind gnu::* formátumúak, bár a C nyelv nem támogatja a névterek használatát.
Egy attribútum függvényen való használatának szintaxisa a következő:
```
[[
nodiscard
]]

bool
 
satisfiesProperty
(
const
 
struct
 
MyStruct
*
 
s
);

```

A C szabvány a következő attribútumokat definiálja:
| Név                                     | Leírás |
| --------------------------------------- | --- |
| [[noreturn]]                            | Azt jelzi, hogy a megadott függvény nem tér vissza a hívójához.                                                                                        |
| [[deprecated]] [[deprecated("reason")]] | Azt jelzi, hogy a megjelölt szimbólum használata megengedett, de a megadott okból (ha meg van adva) nem javasolt/nem ajánlott.                         |
| [[fallthrough]]                         | Azt jelzi, hogy az előző esetcímkéről való átlépés szándékos.                                                                                          |
| [[maybe unused]]                        | Letiltja a fordító figyelmeztetéseit egy nem használt entitáson.                                                                                       |
| [[nodiscard]] [[nodiscard("reason")]]   | Fordítói figyelmeztetést ad, ha a megjelölt szimbólum visszatérési értékét a megadott ok (ha meg van adva) miatt elvetik vagy figyelmen kívül hagyják. |
| [[unsequenced]]                         | Azt jelzi, hogy egy függvény állapot nélküli, hatástalan, idempotens és független.                                                                     |
| [[reproducible]]                        | Azt jelzi, hogy egy függvény hatástalan és idempotens.                                                                                                 |

## Lásd még
- C programozási nyelv
- C adattípusok
- Operátorok (C++)
- Szabványos C-könyvtár

## Referenciák
- Kernighan, Brian W.. The C Programming Language, 2nd, Upper Saddle River, New Jersey: Prentice Hall PTR (1988). ISBN 0-13-110370-9
- American National Standard for Information Systems - Programming Language - C - ANSI X3.159-1989
- ISO/IEC 9899:2018 - Information technology -- Programming languages -- C. International Organization for Standardization
- ISO/IEC 9899:1999 - Programming languages - C. Iso.org, 2011. december 8. (Hozzáférés: 2014. április 8.)

## Fordítás
- Ez a szócikk részben vagy egészben  a   C syntax című angol Wikipédia-szócikk ezen változatának fordításán alapul.  Az eredeti cikk szerkesztőit annak laptörténete sorolja fel. Ez a jelzés csupán a megfogalmazás eredetét és a szerzői jogokat jelzi, nem szolgál a cikkben szereplő információk forrásmegjelöléseként.